# Fédération nationale des chasseurs
Pour les articles homonymes, voir FNC.
La Fédération nationale des chasseurs (FNC) est une organisation française de chasseurs dont les actions tournent autour du lobbying en faveur de la chasse, la communication en faveur de la chasse, la participation à des projets scientifiques concernant la biodiversité (faune chassable), la gestion d'écosystèmes, et la participation à ces sujets connexes à la chasse (zoonoses, grands prédateurs, etc). Elle s'appelait précédemment Union nationale des présidents de fédérations départementales des chasseurs.

## Rôle
Son rôle est défini par l'arrêté du 27 juin 2001 modifié en février 2018 qui précise en particulier que « [la] Fédération nationale des chasseurs assure la représentation des fédérations départementales, interdépartementales et régionales des chasseurs à l’échelon national dont elle coordonne l’action. [Elle] est chargée d’assurer la promotion et la défense de la chasse ainsi que la représentation des intérêts cynégétiques. […] [Elle] élabore une charte de la chasse en France pour exposer les principes d’un développement durable de la chasse et sa contribution à la conservation de la biodiversité. [...] Elle peut être consultée par le ministre chargé de la chasse sur la mise en valeur du patrimoine cynégétique, la protection de la faune sauvage et de ses habitats et les conditions de l’exercice de la chasse. »

## Organisation

### Conseil d'administration
La Fédération est administrée par un conseil d'administration comprenant vingt-sept membres, élus pour six ans parmi les présidents des fédérations départementales et interdépartementales des chasseurs. Elle est présidée par Willy Schraen, également président de la fédération départementale des chasseurs du Pas-de-Calais, depuis août 2016. Ses prédécesseurs étaient Jacques Hamelin  jusqu'en 1988, Pierre Daillant (Saône-et-Loire) de 1988 à 2001, puis Charles-Henri de Ponchalon (Indre) de 2001 à 2010 et Bernard Baudin (Alpes-Martimes, également président de l'Office national de la chasse et de la faune sauvage de 2004 à 2009) de 2010 à 2016.
La FNC a pour autre dénomination « Union nationale des fédérations départementales des chasseurs » (UNFDC) ou « Union nationale des présidents des fédérations départementales des chasseurs ».

### Budget
Le budget annuel de la fédération en 2021 s'élevait à 40 millions d'euros dont 28 millions issus des cotisations, et près de 11,5 millions d'euros de subventions publiques, soit 5 de plus qu'en 2020. 
Au cours du premier quinquennat d'Emmanuel Macron, cette part de subventions publiques annuelles allouées à la FNC est passée de 27 000 euros (en 2017) à 6,3 millions d'euros (en 2020) soit une augmentation de 42 000 % en 4 ans. La réforme de 2019 entrainant l'augmentation des subventions publiques (notamment 9 millions d'euros par an à la Fédération jusqu'en 2024 et 10 millions d'euros par an pour un Fonds biodiversité dédié à la Fédération) a entrainé des dépenses pour l’État estimées à 40 millions d'euros par an. La cour des comptes constate en 2023 que, bien qu'il n'y ait pas de « fraude ou d'anomalie de gestion de comptes » dans l'utilisation de ces fonds publics, elle considère que « les fédérations de chasseurs respectent insuffisamment leurs obligations légales de rendre compte » tout en recommandant une analyse plus approfondie des actions menées avec ces fonds depuis 2020.
La majorité des dépenses de la Fédération se font sous forme d'aides financières (19,5 millions d'euros en 2021), en particulier aux fédérations régionales.

### Licenciés
Elle regroupe l’ensemble des fédérations départementales et régionales des chasseurs et représente environ 1,1 million de chasseurs français.
La FNC revendique 1 139 000 licenciés pour l'année 2016-2017, contre 2,2 millions en 1975. À 53 %, ces chasseurs licenciés sont âgés de 55 ans et plus. La répartition géographique et sociologique des licenciés montre une part importante de la Corse et de la Sologne, comme des cadres et des professions libérales. Moins de 10 % des chasseurs licenciés détiennent un permis national, la majorité se contentant d'un permis départemental.
À la suite de la diminution du permis national qui passe de 400 à 205 euros, le nombre de demandes de validation du permis de chasse national augmente de près de 40% entre 2018 et 2019.

## Actions

### Lobbying
Jusqu'au premier quiquennat d'Emmanuel Macron, notamment à l'occasion de la démission du ministre de l'environnement Nicolas Hulot, la fédération est absente du registre des représentants d'intérêts de la Haute Autorité pour la transparence de la vie publique. Elle y est inscrite depuis décembre 2019 et déclare en 2022 des dépenses annuelles d'un montant compris entre 200 000 euros à 300 000 euros. Cependant, Emmanuel Macron indique encore en 2020 que « Les chasseurs, c'est pas un lobby, un lobby, c'est un groupe de pression caché », précisant que quand il parle « au président des chasseurs, j'appelle pas ça un lobby, c'est le président d'une fédération ».
La FNC rémunère en complément le cabinet Lobbying et Stratégies de Thierry Coste,, pour un montant compris entre 100 000 et 200 000 euros en 2021, pour des activités de lobbying auprès de l’État et de l'Union européenne,,. Ce cabinet est également inscrit au registre des représentants d'intérêts. 
La FNC est également affiliée à la Federation of Associations for Hunting & Conservation of the EU (FACE), qui déclare pour 2020 un budget de 1 005 436 euros.
Ces actions de lobbying ont pour objectif de limiter la réglementation contraignante pour l'activité de chasse (limitation du nombre du jour chassables, des espèces chassables, etc).

### Actions en faveur de la biodiversité
La fédération est agréée au titre de la protection de l'environnement,. Elle souhaite être considérée comme écologiste par communications régulières et appuyées.
Un contrat cadre est passé en novembre 2021 entre l'Office français de la biodiversité nouvellement créé et la FNC pour gérer le fonds attribué à la protection de la biodiversité abondé par l’État à hauteur de 10 euros par permis de chasse. Le conseil scientifique de l'OFB émet néanmoins un avis sur le dispositif mis en place qui « ne permet pas de garantir une qualité suffisante des projets sélectionnés ». L’OFB verse ainsi 9,5 millions d'euros par an au fonds de la FNC destiné à la protection et à la reconquête de la biodiversité. Cela représente environ 41 millions d'euros de 2019 à 2022 pour des actions contestables : nichoirs en plastique inadaptés, "permis couteau” pour des écoliers, déplacements de personnel pour des projets pédagogiques pendant que les écoles étaient fermées.
La Ligue pour la protection des oiseaux (LPO), l'Association pour la protection des animaux sauvages (Aspas) et l'Office pour les insectes et leur environnement (Opie) déposent un recours pour faire annuler ce contrat cadre qui financerait des actions « au seul bénéfice des chasseurs sans objet véritable de protection et de reconquête de la biodiversité ». 
La FNC et les Fédérations départementales affirment s'engager pour restaurer la biodiversité et protéger la faune et la flore sauvage. Par exemple, en partenariat avec des agriculteurs locaux, des chasseurs prévoient de planter 9 000 arbres et arbustes dans le département du Rhône et de la Loire en janvier 2021. Ce qui est la continuité de la réorientation des subventions de la région Auvergne-Rhône-Alpes au détriment des actions des associations environnementalistes comme France Nature Environnement qui réalisaient historiquement ces missions.
La Cour des comptes a pointé un manque d’évaluation et de transparence dans l’utilisation des aides publiques aux chasseurs, en particulier des fonds octroyés par l'OFB. Elle constate que beaucoup des projets financés restent flous et qu’aucun contrôle sur place n’est réalisé. Les financements publics ont augmenté de 42 450 % entre 2017 et 2021

## Relations entre la Fédération et le milieu politique
En raison de son nombre élevé d'adhérents et de son implantation rurale, elle est très courtisée par les partis politiques, selon Mediapart, et en particulier par le Rassemblement national, Les Républicains (LR) et La République en marche (LREM). En 2015, la FNC mène une campagne interne pour que ses membres se présentent aux élections régionales. Chez LR, Pierre Charon, membre de la commission nationale d’investiture explique qu'il a fait rentrer soixante chasseurs en position éligible sur les listes de son parti, afin de contrer l'influence du Front national, qui de son côté a investi en tête de liste dans l'Aisne l’ancien président de l’association départementale des chasseurs du département, Paul-Henry Hansen-Catta. Parmi eux, un vice-président de la FNC s’est retrouvé sur la liste de Laurent Wauquiez (LR) aux régionales en 2015. Un autre vice-président a été suppléant d’un candidat LR aux législatives en Charente-Maritime en 2022. 
Lors de la préparation des élections présidentielles de 2017, François Patriat, sénateur rallié LREM, fait le lien avec Thierry Coste, qui retransmet aux fédérations locales les éléments de langage.
Lors de sa campagne électorale, Emmanuel Macron multiplie les signes d'ouverture en direction des chasseurs : propositions de diviser par deux le prix du permis de chasse, allongement des périodes de chasse, rétablissement des chasses présidentielles, possibilité pour les préfets de faire des chasseurs des collaborateurs des forces de l'ordre ; autorisation donnée aux chasseurs d'employer des dispositifs silencieux sur leurs armes à feu,. Selon François Patriat, « le deal avec Macron [...] était d’autant plus intéressant que se profilait déjà un affrontement avec Marine Le Pen au second tour. »
La présence non souhaitée de Thierry Coste aux côtés du président de la Fédération lors d'une réunion à l'Élysée sur la réforme de la chasse est un facteur final qui a convaincu Nicolas Hulot de démissionner de son poste de ministre de l'Environnement en 2018,. 
Willy Schraen annonce son soutien à Emmanuel Macron pour l'élection présidentielle de 2022, après son premier mandat, estimant que celui-ci « mettra toute son énergie pour répondre à nos demandes » : « Aucune loi ou amendement pouvant abîmer la chasse n’a été adopté dans ce quinquennat. À chaque fois qu’on a eu un problème à régler avec un ministre de l’Écologie, il est intervenu. »